# Eczemotes guttulata
Eczemotes guttulata là một loài bọ cánh cứng trong họ Cerambycidae.